# Bernhard Zondek
Bernhard Zondek, född 29 juli 1891 i Wronke, Posen, död 8 november 1966 i New York, var en tysk gynekolog, senare verksam i Israel.
Han studerade medicin i Berlin, där han blev medicine doktor 1919. År 1926 utnämndes han till ausserordentlicher professor och tre år senare blev han chefsläkare vid avdelningen för obstetrik och gynekologi vid lokalsjukhuset i Spandau.
När nazisterna 1933 tog makten i Tyskland avskedades han från sina poster och flyttade till Stockholm. Som internationellt erkänd gynekolog sökte han 1934 tillstånd att praktisera sitt yrke i Sverige, men efter kraftiga protester på grund av hans tyskjudiska ursprung med bland annat 1 000 namnunderskrifter från Sveriges yngre läkares förening återkallade han sin ansökan, och flyttade istället till Jerusalem, där han utsågs till professor i obstetrik och gynekologi vid hebreiska universitetet.
Zondek har givit namn åt Zondek-Bromberg-Rozins syndrom (tillsammans med Yehuda M. Bromberg och Samuel Rozin) och Ascheims-Zondeks graviditetsreaktion (tillsammans med Selmar Aschheim).